# Aeromodelismo
El aeromodelismo es una afición y un deporte derivado de la técnica de construcción y vuelo de aeroplanos de pequeño, mediano y gran tamaño, denominados aeromodelos, que han sido preparados para volar sin tripulación. En 1936 la «Federación de Aeronáutica Internacional» lo incorporó como una sección de la aviación deportiva, publicando un código deportivo internacional. La faceta científica de esta afición comprende el estudio de la aerodinámica, la mecánica, el diseño y proyecto de modelos de aviones y su construcción. Mientras que la parte deportiva consiste en hacer volar a los aparatos de distintas maneras, según el tipo de aeromodelo.
Los aeromodelos suelen hacerse a escala, bien como réplica lo más exacta posible de otros existentes, bien exclusivamente para aeromodelismo o incluso diseños de prueba para futuros aviones reales. También hay varias marcas de modelismo que producen maquetas de aviones comerciales, los que usualmente son estáticos. Las líneas aéreas del mundo entero han usado esos tipos de modelos como manera de promocionarse públicamente.

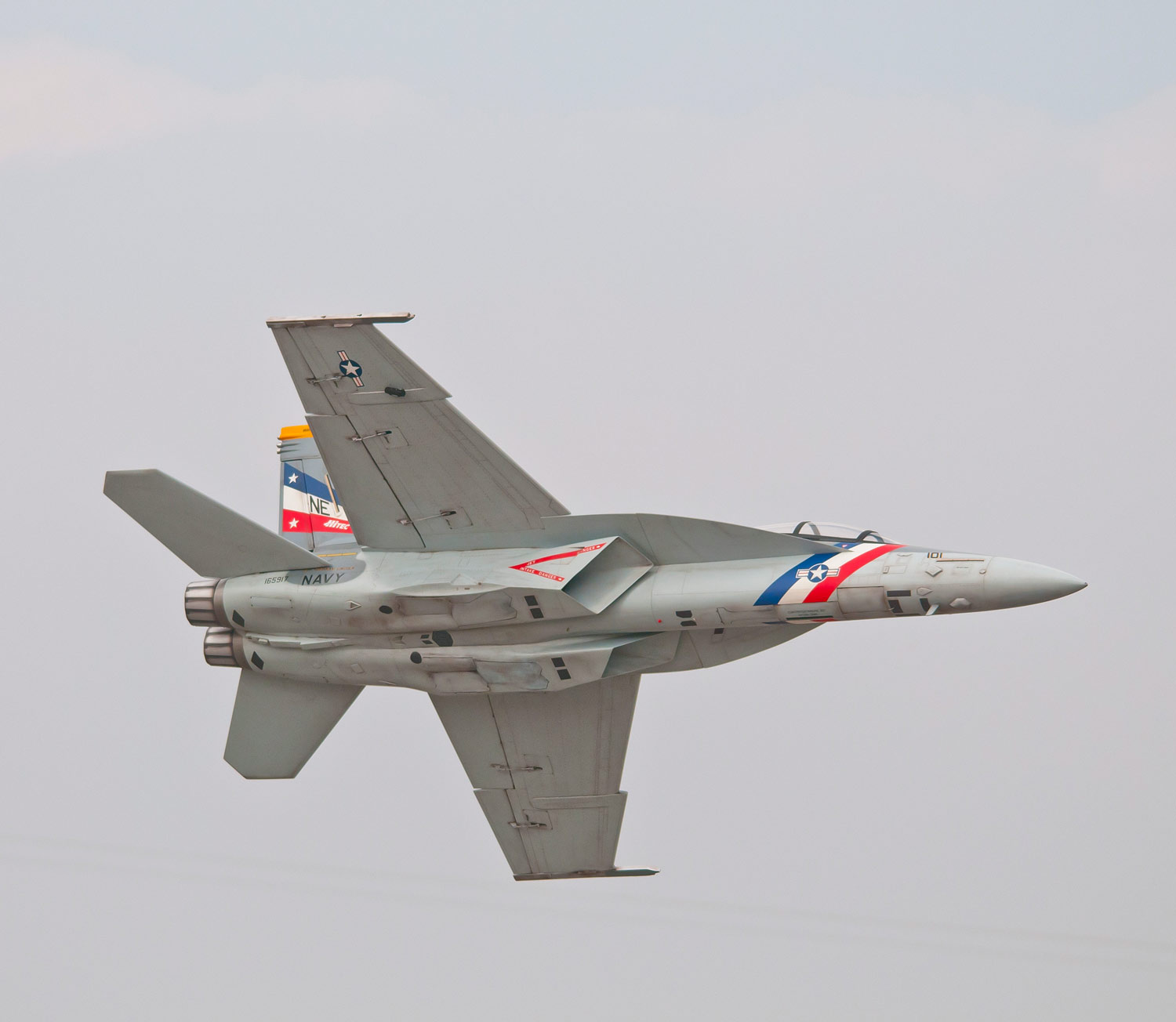
Reproducción a escala del F-18 Super Hornet

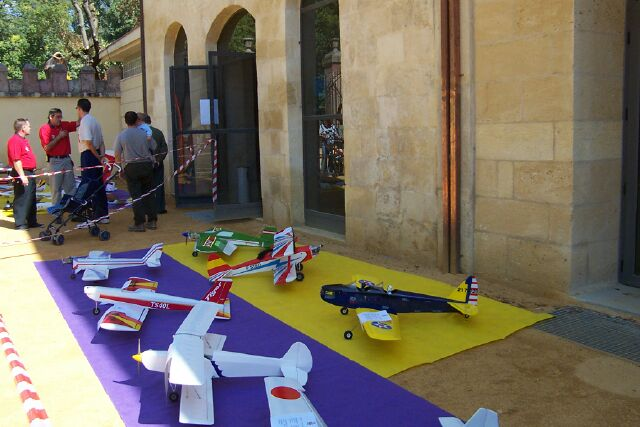
Aviones de aeromodelismo en una exposición en Alcalá la Real.

## Categorías FAI
Las distintas categorías en que se subdivide el aeromodelismo vienen determinadas por la Federación Aeronáutica Internacional (FAI) y vienen definidas por una letra que en aeromodelismo siempre es la "F" seguida por un número y otra letra para determinar las distintas especialidades dentro de esa categoría. Veamos cuales son:

### Categoría F1 - Vuelo Libre
- F1A - Planeadores A-2
- F1B - Motor a goma 30 gramos
- F1C - Veleros con motor a pistón

- F1D - Modelos de interior

- F1E - Veleros de ladera

- F1F - Helicópteros

- F1G - Modelos con motor a goma 10 gramos
- F1H - Planeadores A-1
- F1J - Modelos con motor a pistón

- F1K - Modelos con motor CO2

- F1L - Modelos Indoor (EZB)

- F1M - Modelos Indoor de iniciación

- F1N - Planeadores Indoor lanzados a mano

- F1O - Planeadores Outdoor lanzados a mano

### Categoría F2 - Vuelo Circular
- F2A - Modelos de velocidad

Esta especialidad es, sin dudas, la más tecnológica del aeromodelismo.
En ella se llevan las leyes de la aerodinámica a su límite, utilizando aviones asimétricos (suelen tener solo el ala interior y solo el estabilizador exterior, el ala es metálica, la hélice solo tiene una pala, usan materiales de muy alta calidad y de uso no habitual en otras especialidades (Titanio, Magnesio, etc.) los motores giran a más de 40.000 r. p. m. gracias al uso de escapes resonadores sintonizados y alcanzan velocidades de más de 300 km/h.
- F2B - Modelos de acrobacia

Los modelos de acrobacia, si bien han variado a lo largo del tiempo, lo han hecho menos que en otras especialidades, son modelos de gran superficie tanto del ala como del elevador, un momento de cola corto que, al utilizar los alerones en sentido opuesto a los timones de profundidad, permite maniobras con radios de giro mínimos. Esto permite maniobras tales como "loopings" cuadrados y triangulares, al tiempo que pueden realizar giros amplios con radio constante.
El uso de depósitos "Uniflow" permite que el funcionamiento del motor no se vea influenciado por el nivel de combustible.
Los motores se carburan ligeramente grasos, para que, cuando el modelo sube, se acelera ligeramente respecto al vuelo horizontal, y, cuando desciende, se ralentiza también ligeramente, con esto se realizan las maniobras a una velocidad prácticamente constante, con lo que el efecto es mucho más estético. Esta marcha ha sido la clásica entre los años 1955 a 1980, la llamada marcha "4-2-4" en el motor "glow" de dos tiempos,de la cual ha sido el "Rey" de la motorización acrobática el Fox 35, a tal punto que en 1974 Bob Gieseke(USA) logró el Mundial con un modelo Nobler & Fox35. Este motor se fabrica ininterrumpidamente desde 1952 hasta la actualidad, e incluso en los últimos años Fox incluye una versión de camisa cerámica, bastante más costosa que la estándar.  Sin embargo, ese estilo no se mantuvo hacia finales del siglo XX y ha habido marcha dos tiempos netos con "pipas" y actualmente en 2015-2016 se motoriza en forma eléctrica, así lo logró el último Campeón Mundial de origen búlgaro.
- F2C - Modelos de carreras

Las carreras son la F1 del aeromodelismo, en el caso de las carreras de vuelo circular tres deportistas vuelan sus modelos en el mismo círculo con el objeto de completar 50 o 100 vueltas (El aeromodelo completaría 5 o 10 kilómetros de vuelo dependiendo de si son clasificaciones o la carrera final). Debido a la limitación de capacidad del depósito por normativa, los pilotos deben aterrizar sus modelos para realizar las operaciones de reabastecimiento de combustible y arranque de motores, estas labores las realizan sus correspodientes mecánicos. El término en inglés es "Team racing", es decir carreras por equipos porque es en la sincronización del equipo donde se obtienen las ventajas más importantes, llegando a hacer un repostaje en menos de 3 segundos desde que el mecánico toca el modelo hasta que lo suelta. Los aeromodelos alcanzan velocidades cercanas a 220 km/h lo que obliga a los pilotos mantener un buen estado de forma física y unos buenos reflejos. Además tiene bastante importancia la preparación de los modelos, motores, hélices. Existen una serie de penalizaciones para aquellos concursantes que entorpezcan de forma voluntaria a los otros competidores o vuelen fuera de la altura permitida (al aumentar la altura, se reduce el diámetro de vuelo, por lo que falsean la velocidad)
- F2D - Modelos de combate

Son de diseño muy diferenciado del resto de los aeromodelos, llamadas Alas de combate, esto las describe a la perfección, se trata de un ala con un estabilizador incorporado y un soporte para el motor, llevan unidas un cordel que a su vez sujeta una cinta de papel, el vuelo se realiza por parejas, y cada piloto intenta cortar la cinta del contrario, puntuando cuantos cortes le hace, más que cuanta cinta le corta. Debido a las maniobras extremas, tanto para cortar, como para que no le corten, es muy habitual el que uno o ambos de los participantes se estrellen, pero, como la competición es por tiempo, está permitido el cambio de modelo.
- F2E - Modelos de combate con motor diésel (Clase provisional).

También llamado combate lento, es similar al combate, pero la velocidad que alcanzan las alas de combate es menor, estando también limitadas las maniobras que se pueden realizar, se preparó para mejorar el acceso de los nuevos pilotos a una especialidad que se había vuelto excesivamente difícil para comenzar en ella. Obliga a la utilización de motores normales y hélices comerciales.
- F2F - Modelos de carreras con motor diésel y fuselaje perfilado (Clase provisional).

Llamadas Carreras 15 y Carreras 30 en función del tamaño de los modelos y de su cilindrada, al igual que en el caso del combate lento, permite un acercamiento a las carreras sin la necesidad de un gasto muy alto, utilizando aviones más sencillos tanto de construir como de volar.
Obliga a la utilización de motores normales y hélices comerciales.

### Categoría F3 - Vuelo radiocontrolado
- F3A - Acrobacia

- F3B - Planeadores térmicos

- F3C - Helicópteros

- F3D - Carreras de pilón

- F3F - Veleros de ladera

- F3G - Motoveleros

- F3H - Planeadores de carrera

- F3I - Planeadores aerorremolcados

- F3J - Veleros térmicos

- F3M - Modelos de gran escala (por ejemplo 3 metros de envergadura)

- F3P - Acrobacia indoor con modelos de Depron

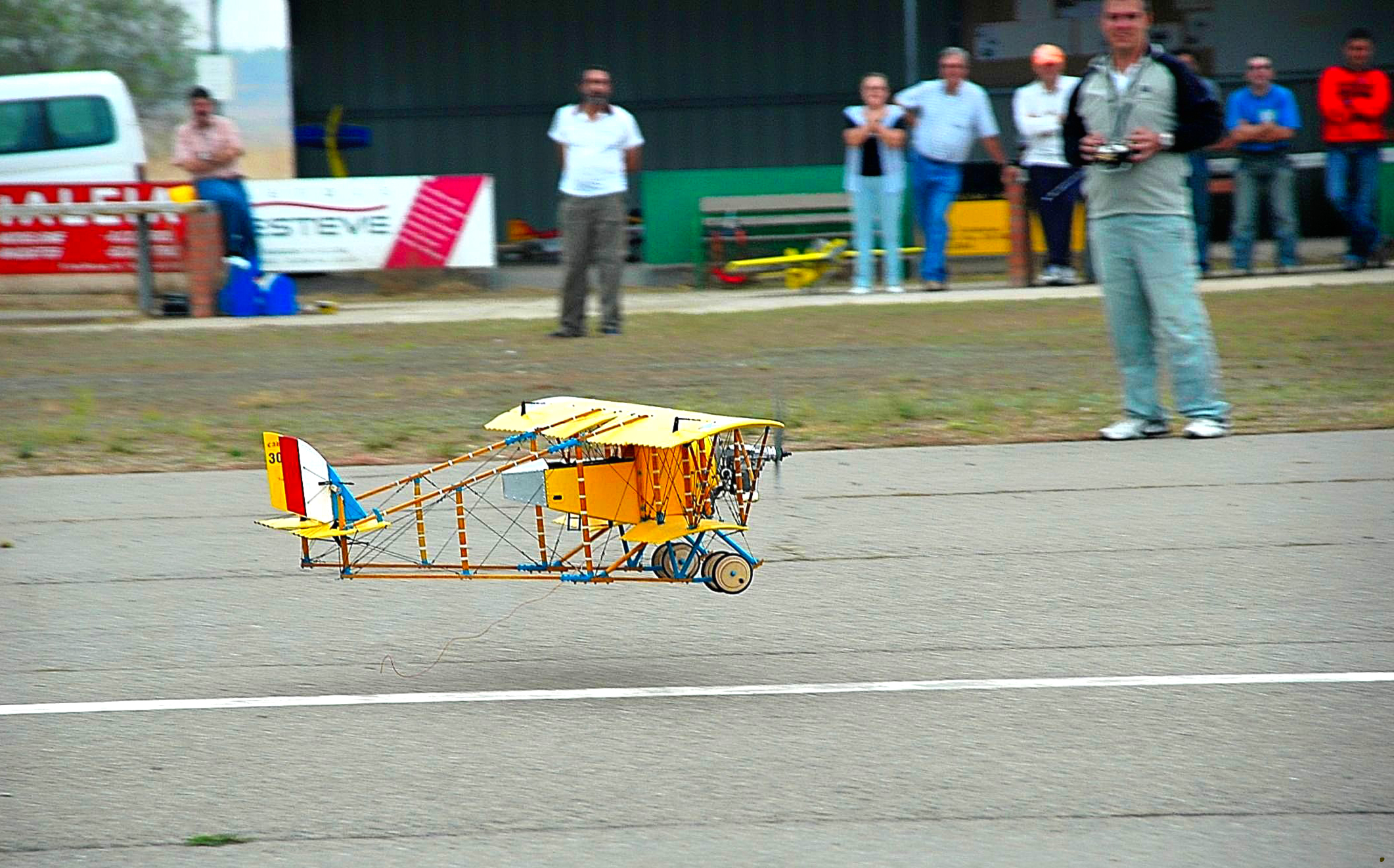
Maqueta del aeromodelo Caudrón G3 en vuelo.

### Categoría F4 - Maquetas
- F4A - Maquetas de vuelo libre

- F4B - Maquetas de vuelo circular

- F4C - Maquetas de radiocontrol

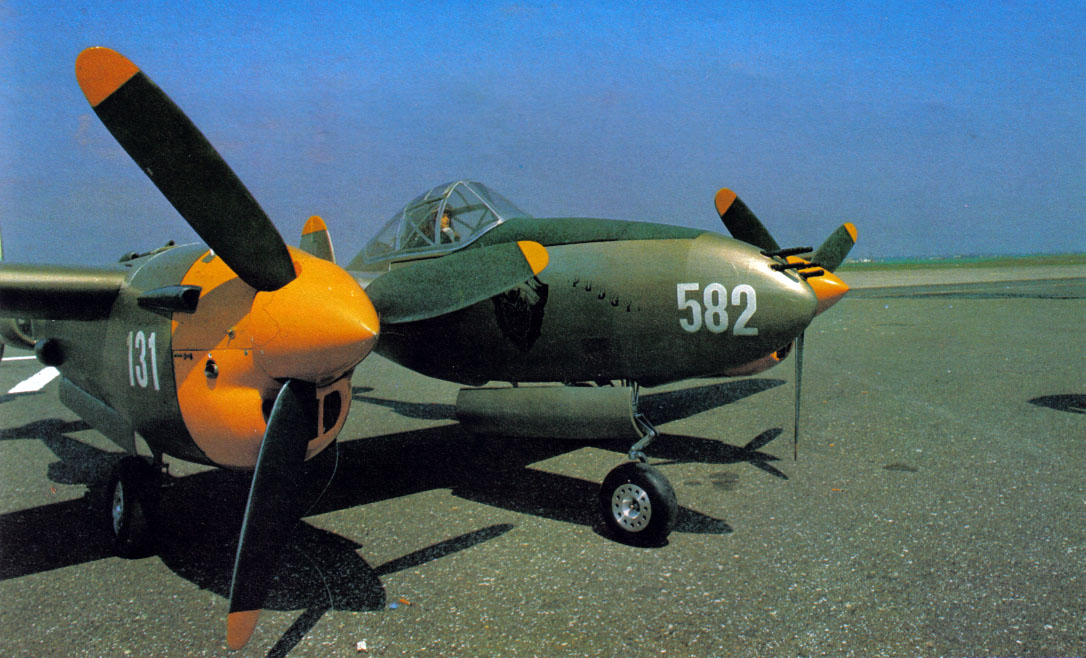
Reproducción a escala del P-38.

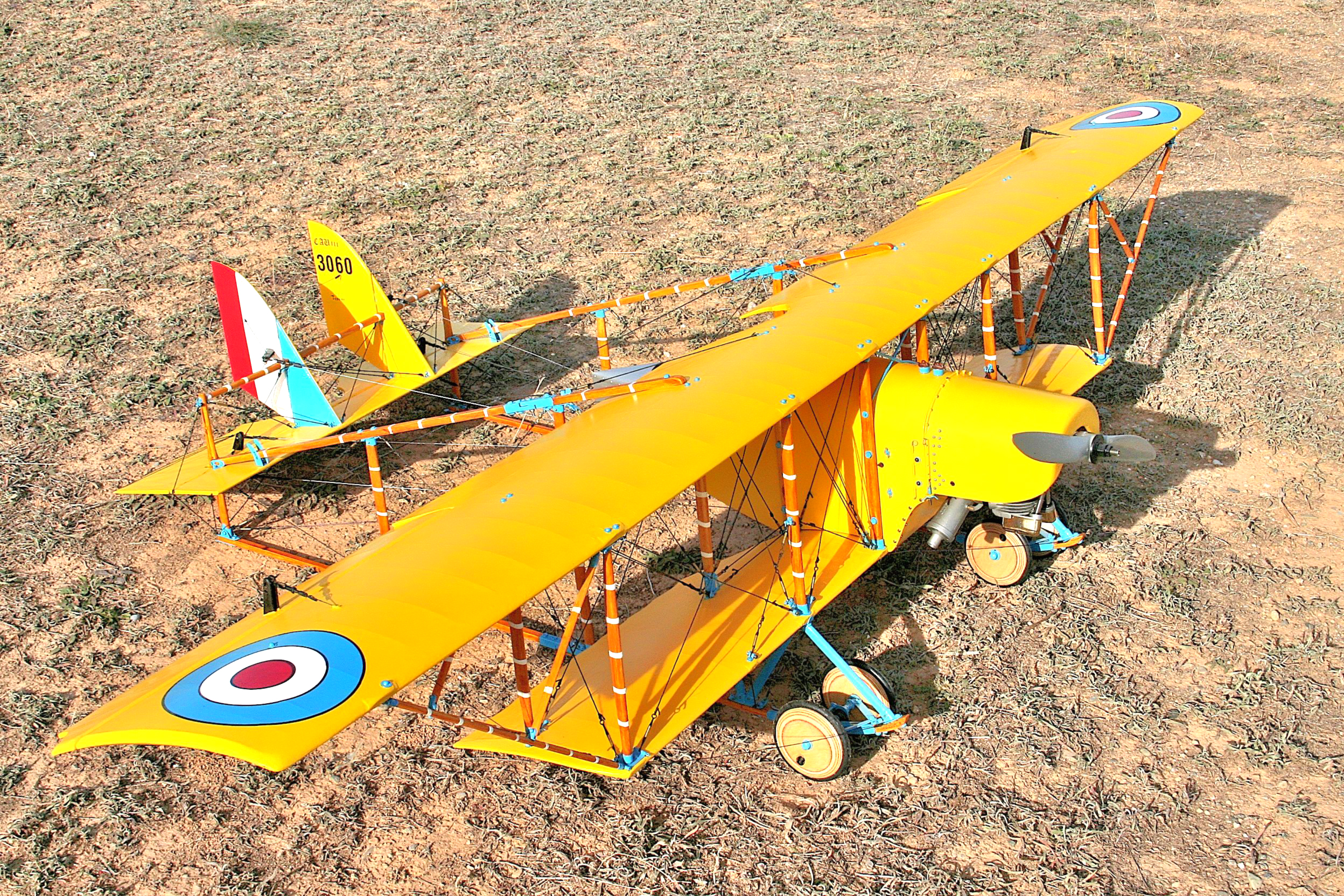
Caudrón G3. Aeromodelo a escala radio controlado.

- F4D - Maquetas de vuelo libre en interior con motor a gomas

- F4E - Maquetas de vuelo libre en interior con motor CO2 o eléctrico

- F4F - Maquetas de vuelo libre en interior (Fórmula Peanut)

- F4J - Maquetas de vuelo propulsadas con turbina de gas

### Categoría F5- Modelos con motor eléctrico
- F5A - Acrobáticos

- F5B - Motoveleros

- F5C - Helicópteros

- F5D - Carreras de pilón

- F5E - Aviones solares

- F5F - Planeadores eléctricos (hasta 10 elementos)

- F5J - Veleros térmicos con normas similares a F3J y toma de altura a motor.

## Pilotos destacados a nivel internacional
- Quique Somenzini (Argentina)
- Hanno prettner (Austria)
- Christophe Paysant-Le Roux (Francia)
- Chip Hyde (Estados Unidos)
- Rodrigo Rosales (El Salvador)